# مسلم جيد, مسلم سيئ
مسلم جيد, مسلم سيئ Good Muslim, Bad Muslim هو بودكاست كوميدي تستضيفه امرأتان مسلمنتان يتحدثان عن تجربة كون المرأة المسلمة في الولايات المتحدة. 

## الخلفية
التقت زهرة نوربخش وتنزيلا أحمد أثناء جولة كتابية لكتاب Love, InshAllah. بدأتا مزحة مستمرة على تويتر أدت في النهاية إلى إنشاء هذا البودكاست. تهدف المقدمتان من خلال البودكاست إلى إحداث تغيير إيجابي داخل المجتمعات المسلمة، ومعالجة موضوع الإسلاموفوبيا في أمريكا. المواضيع التي يناقشها البودكاست واسعة ومتنوعة.
تتناول المضيفتان كيف يُنظر إليهما كـ"مسلمات سيئات" من قبل المجتمعات المسلمة بسبب عدم تدينهن الكافي، وفي نفس الوقت يُنظر إليهما كـ"مسلمات جيدات" من قبل غير المسلمين لأنهما أقل تدينًا.
زهرة نوربخش تنتمي إلى عائلة فارسية-أمريكية انتقلت إلى الولايات المتحدة في ثمانينيات القرن الماضي.

## روابط خارجية
- الموقع الرسمي